# 1635 Борманн
1635 Борманн (1635 Bohrmann) — астероїд головного поясу, відкритий 7 березня 1924 року.
Тіссеранів параметр щодо Юпітера — 3,301.